# Torpilleurs type 27 m Normand

## Historique
Les torpilleurs de la marine française, construits entre 1878 et 1907, sont composés de 12 séries de bâtiments différentes. 
Les torpilleurs du "type 27 m" du constructeur "Normand" furent toujours considérés comme "excellents", leurs qualités nautiques les firent classer torpilleurs de 2e classe en 1883.

## Navires de la série

### Torpilleur N°20
- Sur cale : 1878
- Lancement  : 3 juillet 1978
- Mise en service : 14 mai 1979
- Parcours :
  - 1878 à 1895 : Affecté au D.M (Département Marine) de Cherbourg.
  - 1884 - 1886 : Installation de 2 chaudières du Temple en remplacement de la chaudière d'origine.
  - 1895 : En se rendant à Rochefort pour affectation, il coule le 18 mai en entrant dans la rade de l'île d'Aix.
- Date de retrait : Rayé de la liste de la Flotte en tant que bâtiment de combat en 1896.
- Fin de vie : Épave renflouée et vendue le 3 avril 1896.

### Torpilleur N°21
- Sur cale : 1878
- Lancement  : 18 novembre 1878
- Mise en service : 14 mai 1879
- Parcours :
  - 1880 : Affecté au D.M de Brest.
  - 1892 : Mise en place d'une nouvelle chaudière loco en novembre.
- Date de retrait : Rayé de la liste de la Flotte en tant que bâtiment de combat le 5 mai 1896.
- Fin de vie : Vendu à Brest le 15 mai 1896 à M. Aristide Pitel pour 4.057,00 Francs[1].

### Torpilleur N°41
- Sur cale : 1878
- Lancement  : 27 novembre 1879
- Mise en service : mars 1880
- Parcours :
  - 1880 à 1887 : Affecté au D.M de Lorient.
  - 1887 à 1899 : Affecté au D.M de Rochefort.
- Date de retrait : Rayé de la liste de la Flotte en tant que bâtiment de combat le 20 octobre 1899.
- Fin de vie : Vendu à Rochefort début 1900 à des brocanteurs locaux.

### Torpilleur N°42
- Sur cale : 1878
- Lancement  : 27 décembre 1879
- Mise en service : mars 1880
- Parcours :
  - 1880 à 1897 : Affecté au D.M de Lorient.
  - 1897 à 1899 : Affecté au D.M de Rochefort.
- Date de retrait : Rayé de la liste de la Flotte en tant que bâtiment de combat en octobre 1899.
- Fin de vie : Utilisé comme école de chauffe à Rochefort puis vendu en février 1902.

### Torpilleur N°47
- Sur cale : 1879
- Lancement : 13 avril 1880
- Mise en service : juin 1880
- Parcours :
  - 1880 à 1886 : Affecté au D.M de Lorient.
  - 1886 à 1896 : Affecté au D.M de Rochefort.
- Date de retrait : Rayé de la liste de la Flotte en tant que bâtiment de combat en juin 1896.
- Fin de vie : …

### Torpilleur N°48
- Sur cale : 1879
- Lancement : 10 juin 1880
- Mise en service : juillet 1880
- Parcours :
  - 1880 à 1898 : Affecté au D.M de Lorient.
- Date de retrait : Rayé de la liste de la Flotte en tant que bâtiment de combat le 26 juin 1898.
- Fin de vie : …

### Torpilleur N°49
- Sur cale : 1879
- Lancement : 20 juillet 1880
- Mise en service : aout 1880
- Parcours :
  - 1880 à 1898 : Affecté au D.M de Lorient.
  - 1901 à 1902 : Affecté au D.M de Brest.
- Date de retrait : Rayé de la liste de la Flotte en tant que bâtiment de combat le 7 novembre 1902.
- Fin de vie : Utilisé comme bâtiment cible à Brest jusqu'en 1910.

### Torpilleur N°54
- Sur cale : ...
- Lancement : ...
- Mise en service : 1883
- Parcours :
  - 1883 à 1893 : Affecté au D.M de Cherbourg.
  - 1893 à 1896 : Affecté au D.M de Rochefort.
- Date de retrait : Rayé de la liste de la Flotte en tant que bâtiment de combat en octobre 1896.
- Fin de vie : Conservé comme bâtiment de servitude, école de chauffe à Rochefort puis condamné en 1900.

### Torpilleur N°55
- Sur cale : ...
- Lancement : ...
- Mise en service : 1883
- Parcours :
  - 1883 à 1891 : Affecté au D.M de Cherbourg.
  - 1891 à 1896 : Affecté au D.M de Rochefort.
- Date de retrait : Rayé de la liste de la Flotte en tant que bâtiment de combat en avril 1899.
- Fin de vie : Condamnation et vendu en 1899.